# Agence nationale de la sécurité des systèmes d'information (Bénin)
Pour les articles homonymes, voir Anssi.
L'agence nationale de la sécurité des systèmes d'information (ANSSI) est un établissement béninois de droit public à caractère administratif doté de la personnalité juridique, de L’autonomie administrative, financière et de gestion créé par décret N° 2018-529 du 14 novembre 2018 portant approbation des statuts de l'Agence nationale de la Sécurité des Systèmes d’information.

## Historique
L'agence nationale de la sécurité des systèmes d’information créé en 2018 est régie par les dispositions de la loi No 2017-20 du 20 avril 2018 portant code du numérique en République du Bénin et l'acte uniforme de I'OHADA relatif au droit des sociétés commerciales et du groupement d'intérêt économique. Elle est rattachée à la Présidence de la République du Bénin,.

## Missions et attributions
L'agence nationale de la sécurité des systèmes d’information est chargée entre autres de traiter les diverses tâches liées à la cryptologie, à la sécurité des systèmes d'information et des réseaux. Elle veille aussi à l'application des orientations nationales et de la stratégie générale de l'État en matière de sécurité des systèmes d'information et des réseaux, ainsi qu'assurer la coordination entre les différents intervenants impliqués dans ce domaine. Elle  est également chargée de contrôler la sécurité des systèmes d'information et des réseaux des organismes publics et privés identifiés par voie réglementaire, de centraliser les demandes d'assistance en cas d'incident de sécurité et maintenir une base de données des vulnérabilités.
Elle est aussi chargée d'élaborer des recommandations sur la sécurité des systèmes d'information et des réseaux, de veiller à leur mise en œuvre dans les organismes publics et de diffuser des informations sur les précautions à prendre pour prévenir ou minimiser les risques d'incident ou leurs conséquences. Elle collabore avec l'Office central de répression de la cybercriminalité (OCRC), l'organe de contrôle des prestataires de services de confiance et toute autre entité publique dans le cadre de ses missions, participe à la formation dans le domaine de la sécurité des systèmes d'information et des réseaux, et contribue à l'élaboration des textes légaux et réglementaires relatifs à la sécurité des systèmes d'information et des réseaux.
L'ANSSI a pour obligation de contribuer à l'application des accords, traités et conventions relatifs à la lutte contre la cybercriminalité et la cybersécurité ratifiés par la République du Bénin, de participer à la gouvernance des infrastructures nationales à clés publiques pour assurer la fiabilité et le fonctionnement du système de certification numérique national et veiller à l'exécution des dispositions légales et réglementaires relatives à la sécurité des systèmes d'information et des réseaux,,.
Depuis sa création, elle est dirigée Ouanilo Medegan Fagla,,.